# الدوري القبرصي الدرجة الثانية 2013–2014
الدوري القبرصي الدرجة الثانية 2013–2014 هو الموسم 59 من  الدوري القبرصي الدرجة الثانية. أقيم خلال الفترة 14 سبتمبر 2013 وحتى 12 أبريل 2014، وفاز فيه Ayia Napa FC ‏، وKarmiotissa FC ‏.